# Rana ulma
Rana ulma es una especie de anfibio anuro de la familia Ranidae.

## Distribución geográfica
Esta especie es endémica de las islas Okinawa en el archipiélago de Nansei en Japón. Se encuentra en Okinawa Hontō y Kume-jima.

## Descripción
Los machos miden de 33 a 39 mm y las hembras de 42 a 51 mm.

## Publicación original
- Matsui, 2011 : On the brown frogs from the Ryukyu Archipelago, Japan, with descripitons of two new species (Amphibia, Anura). Current Herpetology, vol. 30, p. 111-128.[4]